# Parmocarpus
Parmocarpus is een monotypisch geslacht van korstmossen behorend tot de familie Teloschistaceae. Het bevat alleen Parmocarpus pygmaeus.